# سلبی (کالیفرنیا)
سلبی (به انگلیسی: Selby) یک منطقهٔ مسکونی در ایالات متحده آمریکا است که در شهرستان کنترا کوستا، کالیفرنیا واقع شده‌است. سلبی ۶ متر بالاتر از سطح دریا واقع شده‌است.